# Station Landskouter
Station Landskouter is een spoorweghalte op spoorlijn 122 (Melle - Geraardsbergen) in Landskouter, een deelgemeente van Oosterzele.
Landskouter is steeds een stopplaats geweest, het heeft dus (in tegenstelling tot de andere stations op de lijn Gent-Geraardsbergen) nooit een stationsgebouw gehad. Om die reden beschikt Landskouter ook niet over een telegrafische code.
Tot december 2006 stopten slechts een handvol treinen Landskouter aan, sindsdien stoppen alle treinen op deze spoorlijn op weekdagen (in de daluren één trein per uur in beide richtingen, in de spitsuren twee per uur) in Landskouter. In het weekend werd Landskouter aanvankelijk wel nog steeds gepasseerd, maar sinds de nieuwe dienstregeling van december 2020 stoppen er ook in het weekend treinen.
Met amper 62 passagiers per gemiddelde werkdag (cijfers: 2024) is Landskouter een van de kleinere stopplaatsen in Vlaanderen.
Landskouter beschikt over 2 perrons. Het perron richting Geraardsbergen is uitgerust met één wachthuisje, het perron richting Melle met twee, allen van het nieuwste type. Er zijn wel bankjes maar de perrons zijn onverhard.
Er is een kleine parking. Sinds enkele jaren is er op deze parking ook een overdekte fietsenstalling geplaatst.
Het Grote Treinrapport 2009 van de krant Het Nieuwsblad geeft Landskouter amper 2,7/10, mede door de desolate aanblik van de halte en het in hun ogen gebrekkige onderhoud.
In het nieuwe vervoersplan van de NMBS voor 2025 werd het station van Landskouter vermeld als een van de mogelijke sluitingskandidaten wegens het lage aantal reizigers. In juni 2025 diende de gemeenteraad van Oosterzele daarom unaniem een motie in om het station open te houden en werd een brief gestuurd aan de NMBS met het verzoek om de sluitingsplannen te herzien.

## Galerij

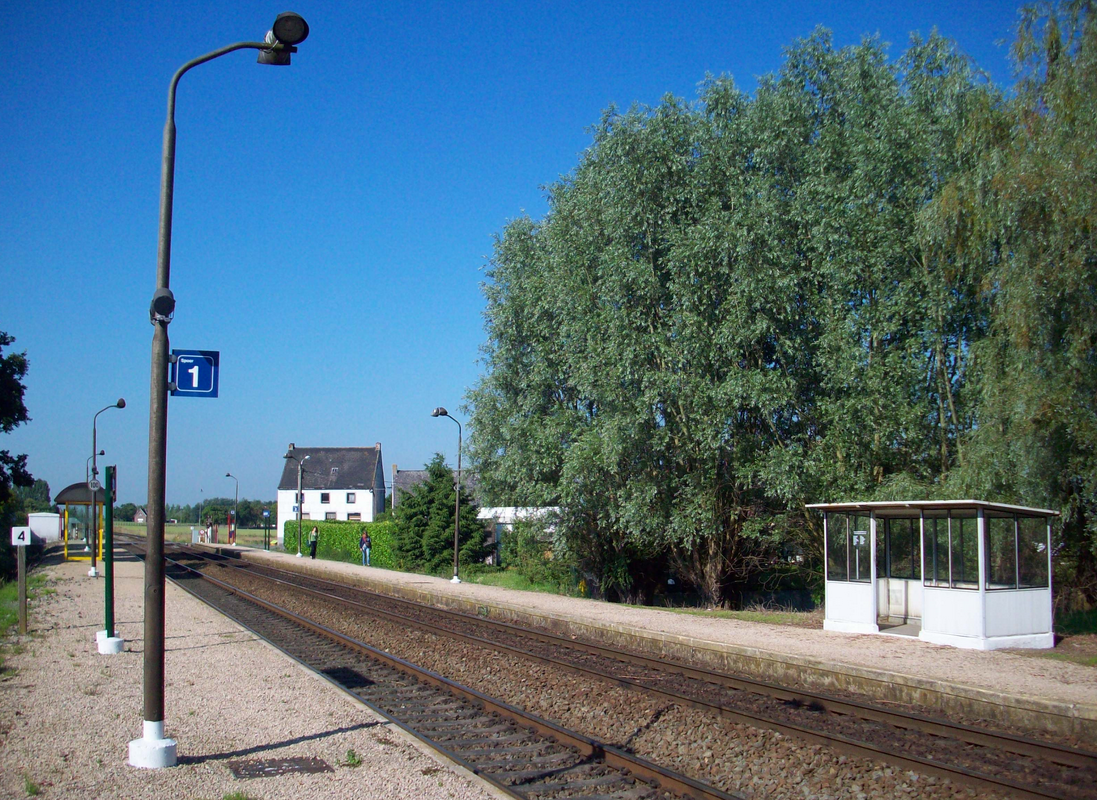
Het station in 2009
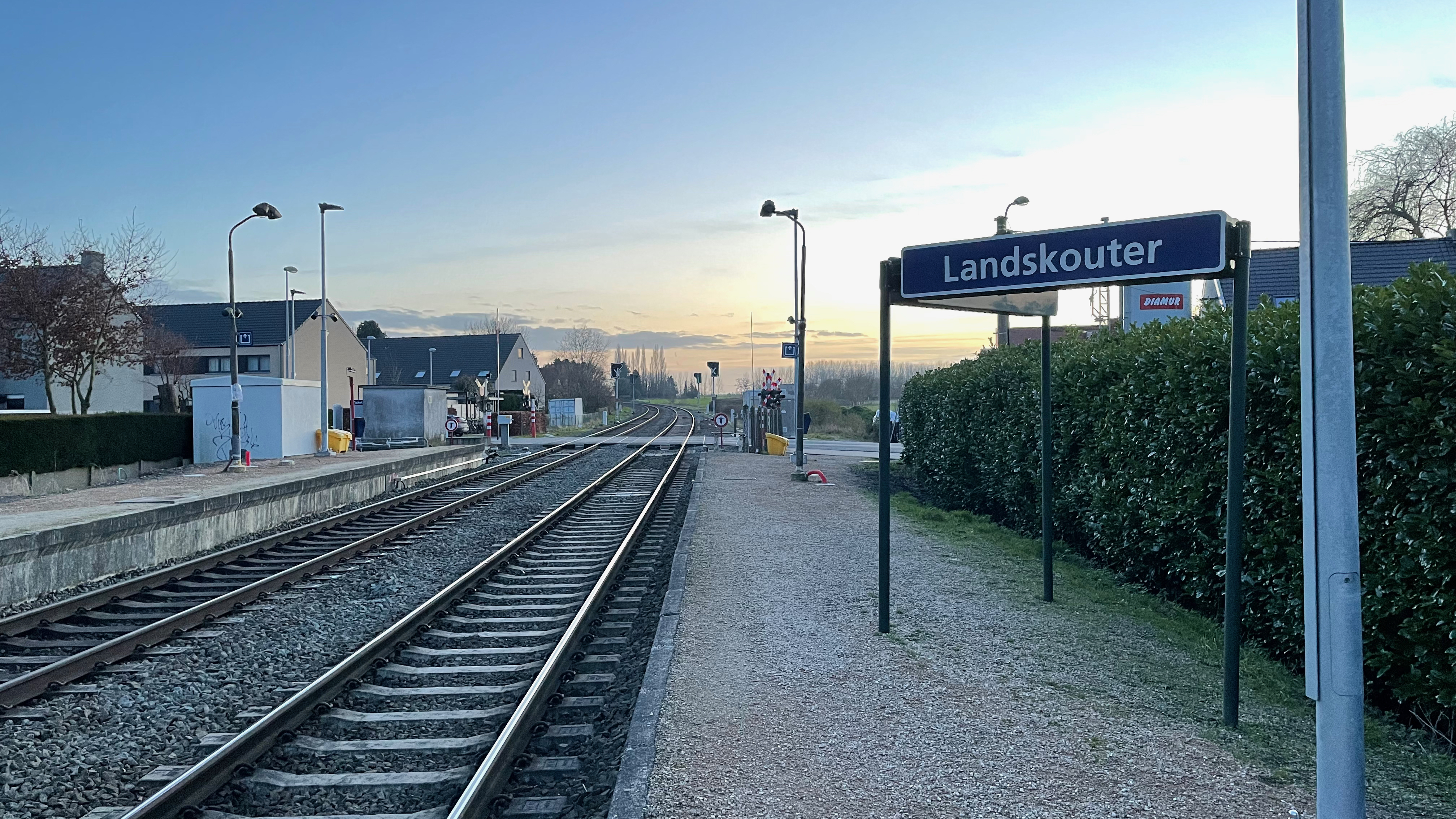
Het station in 2022
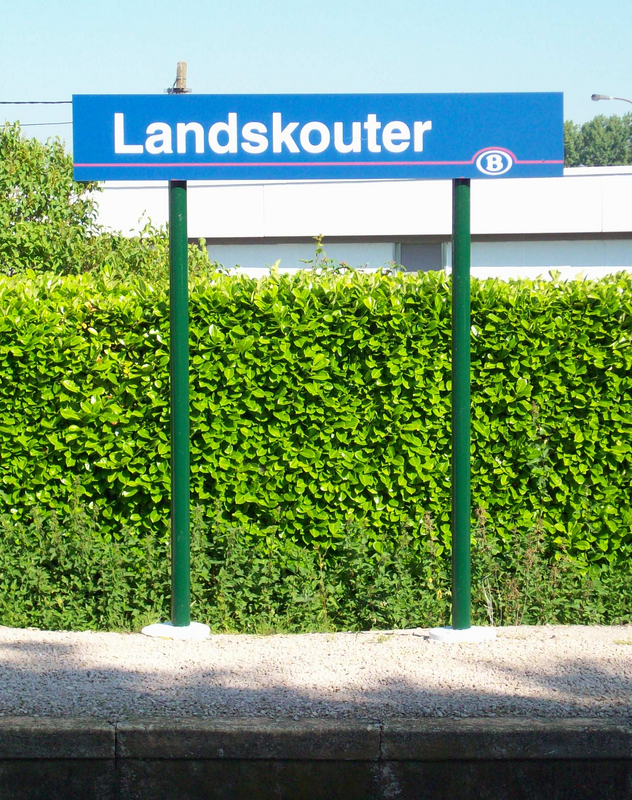
Naambord station Landskouter
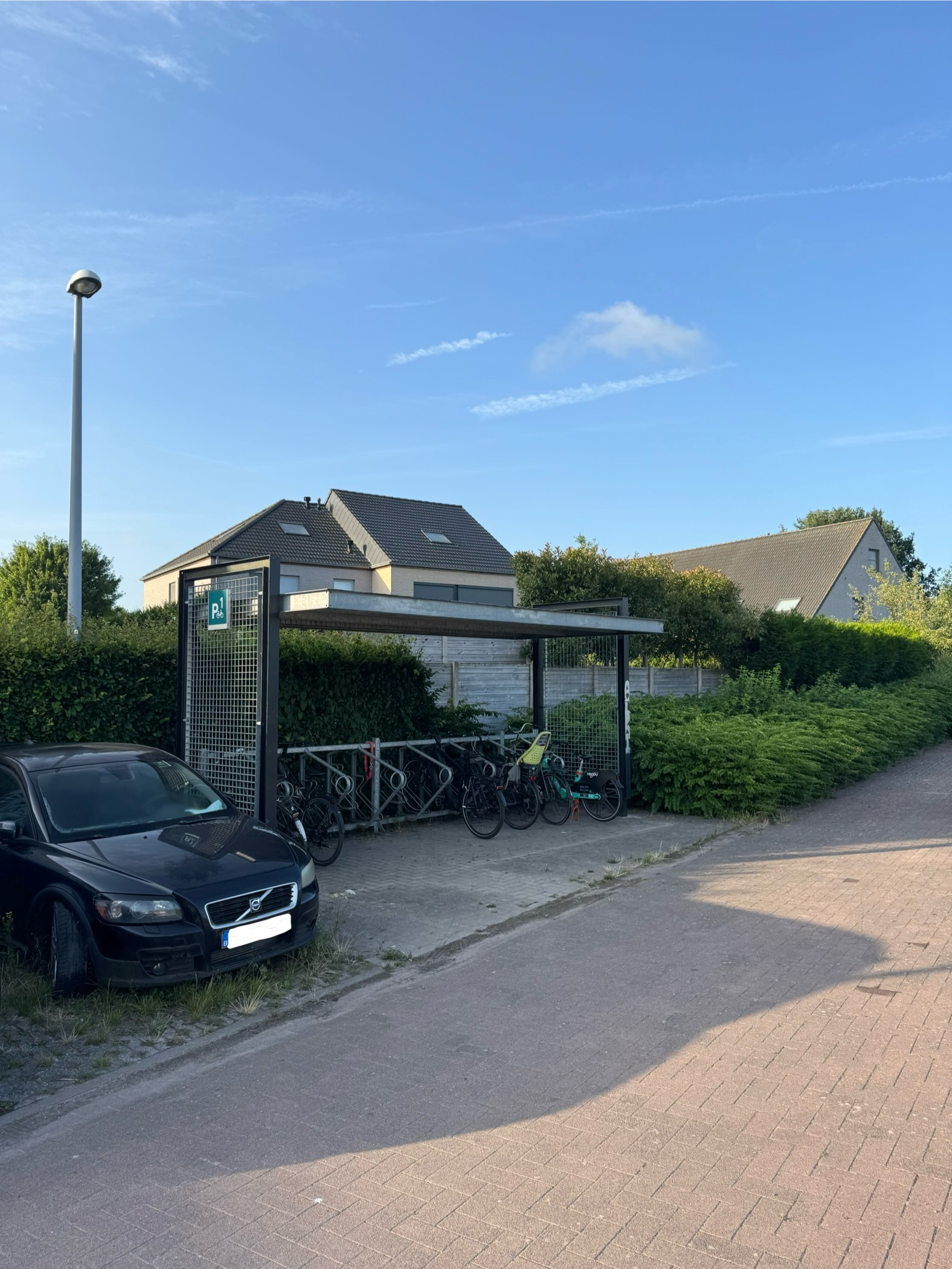
Vernieuwde fietsenstalling

## Treindienst
| Serie       | Treinsoort          | Route                                                       | Bijzonderheden             |
| ----------- | ------------------- | ----------------------------------------------------------- | -------------------------- |
| S 52        | S-trein Gent (NMBS) | Gent-Sint-Pieters – Landskouter – Zottegem – Geraardsbergen |                            |
| P 7960/8960 | Piekuurtrein (NMBS) | Geraardsbergen – Zottegem – Landskouter – Gent-Sint-Pieters | Rijdt alleen op werkdagen. |

## Reizigerstellingen
De grafiek en tabel geven het gemiddeld aantal instappende reizigers weer op een week-, zater- en zondag.
| Tabel: aantal instappende reizigers station Landskouter | Tabel: aantal instappende reizigers station Landskouter | Tabel: aantal instappende reizigers station Landskouter | Tabel: aantal instappende reizigers station Landskouter |
|                                                         | Weekdag                                                 | Zaterdag                                                | Zondag                                                  |
| ------------------------------------------------------- | ------------------------------------------------------- | ------------------------------------------------------- | ------------------------------------------------------- |
| 1977                                                    | 50                                                      | 3                                                       | 3                                                       |
| 1978                                                    | 52                                                      | 5                                                       | 4                                                       |
| 1979                                                    | 51                                                      | 7                                                       | 8                                                       |
| 1980                                                    | 52                                                      | 3                                                       | 4                                                       |
| 1981                                                    | 66                                                      | 12                                                      | 9                                                       |
| 1982                                                    | 77                                                      | 13                                                      | 11                                                      |
| 1983                                                    | 65                                                      | 9                                                       | 9                                                       |
| 1984                                                    | 89                                                      | 7                                                       | 8                                                       |
| 1985                                                    | 80                                                      | 7                                                       | 6                                                       |
| 1986                                                    | 38                                                      | -                                                       | -                                                       |
| 1987                                                    | 74                                                      | -                                                       | -                                                       |
| 1988                                                    | 32                                                      | -                                                       | -                                                       |
| 1989                                                    | 32                                                      | -                                                       | -                                                       |
| 1990                                                    | 31                                                      | -                                                       | -                                                       |
| 1991                                                    | 30                                                      | -                                                       | -                                                       |
| 1992                                                    | 20                                                      | -                                                       | -                                                       |
| 1993                                                    | 24                                                      | -                                                       | -                                                       |
| 1994                                                    | 23                                                      | -                                                       | -                                                       |
| 1995                                                    | 15                                                      | -                                                       | -                                                       |
| 1996                                                    | 21                                                      | -                                                       | -                                                       |
| 1997                                                    | 16                                                      | -                                                       | -                                                       |
| 1998                                                    | 22                                                      | -                                                       | -                                                       |
| 1999                                                    | 19                                                      | -                                                       | -                                                       |
| 2000                                                    | 15                                                      | -                                                       | -                                                       |
| 2001                                                    | 16                                                      | -                                                       | -                                                       |
| 2002                                                    | 26                                                      | -                                                       | -                                                       |
| 2003                                                    | 22                                                      | -                                                       | -                                                       |
| 2004                                                    | 28                                                      | -                                                       | -                                                       |
| 2005                                                    | 38                                                      | -                                                       | -                                                       |
| 2006                                                    | 36                                                      | -                                                       | -                                                       |
| 2007                                                    | 55                                                      | -                                                       | -                                                       |
| 2008                                                    | -                                                       | -                                                       | -                                                       |
| 2009                                                    | 80                                                      | -                                                       | -                                                       |
| 2010                                                    | -                                                       | -                                                       | -                                                       |
| 2011                                                    | -                                                       | -                                                       | -                                                       |
| 2012                                                    | 67                                                      | -                                                       | -                                                       |
| 2013                                                    | 69                                                      | -                                                       | -                                                       |
| 2014                                                    | 87                                                      | -                                                       | -                                                       |
| 2015                                                    | 73                                                      | -                                                       | -                                                       |
| 2016                                                    | 66                                                      | -                                                       | -                                                       |
| 2017                                                    | 89                                                      | -                                                       | -                                                       |
| 2018                                                    | 80                                                      | -                                                       | -                                                       |
| 2019                                                    | 87                                                      | -                                                       | -                                                       |
| 2020                                                    | 46                                                      | -                                                       | -                                                       |
| 2021                                                    | -                                                       | -                                                       | -                                                       |
| 2022                                                    | 74                                                      | 40                                                      | 21                                                      |
| 2023                                                    | 73                                                      | 25                                                      | 25                                                      |
| 2024                                                    | 62                                                      | 13                                                      | 22                                                      |

1,5: Gontrode ·
2,8: Landskouter ·
4,8: Moortsele ·
6,7: Scheldewindeke ·
8,9: Balegem-Dorp ·
11,8: Balegem-Zuid ·
15,4: Zottegem ·
18,4: Erwetegem ·
19,6: Sint-Maria-Oudenhove ·
22,0: Lierde ·
24,4: Hemelveerdegem ·
25,0: Gemeldorp ·
28,5: Geraardsbergen